# Augustyn Ferdynand Muñoz
Augustyn Ferdynand Muñoz, hiszp. Don Augustín Fernando Muñoz y Sánchez, duque de Riánsares (ur. 4 maja 1808 w Tarancón, zm. 13 września 1873 w Sainte-Adresse) – hiszpański szlachic, książę Riánsares, morganatyczny mąż królowej Hiszpanii Marii Krystyny Burbon-Sycylijskiej.

## Życiorys
Augustyn Ferdynand Muñoz urodził się w mieście Tarancón w hiszpańskiej prowincji Cuenca. Jego ojcem był Jan Antoni Muñoz, hrabia Retamoso (ur. 1779), a matką była Eusebia María Sánchez. 
Augustyn zaciągnął się do straży królewskiej, gdzie zwrócił na siebie uwagę królowej. Niedługo po śmierci króla Ferdynanda VII, Augustyn i Maria Krystyna 28 grudnia 1833 wzięli sekretny ślub. Małżeństwo zostało ujawnione w 1840 r. 23 czerwca 1844 pasierbica Augustyna królowa Izabela II nadała mu tytuł księcia Riánsares (duque de Riánsares). Później uzyskał także tytuł markiza San Agustín (marqués de San Agustín). 1 kwietnia 1847 król Francji nadał mu tytuł księcia Montmorot (duque de Montmorot).
Z małżeństwa z Marią Krystyną miał ośmioro dzieci:
- Maria Amparo Desamparados Muñoz, hrabina Vista Alegre, żona Władysława Czartoryskiego
- Maria Milagros Muñoz, markiza Castillejo (8 listopada 1835–9 lipca 1903)
- Agustyn Maria Muñoz, książę Tarancón (15 marca 1837–15 lipca 1855)
- Ferdynand Maria Muñoz, książę Riánsares i Taracón, hrabia Muñoz (27 kwietnia 1838–7 grudnia 1910)
- Maria Krystyna Muñoz, markiza Isabella (19 kwietnia 1840–20 grudnia 1921)
- Antoni Muñoz (23 grudnia 1842–1847)
- Jan Maria Muñoz, hrabia Recuerdo (29 sierpnia 1844–2 kwietnia 1863)
- Józef Maria Muñoz, hrabia Gracia i Arboleda (21 grudnia 1846–17 grudnia 1863)

Augustyn zmarł 13 września 1873 w Sainte-Adresse pod Hawrem.